# Katori Nahiko

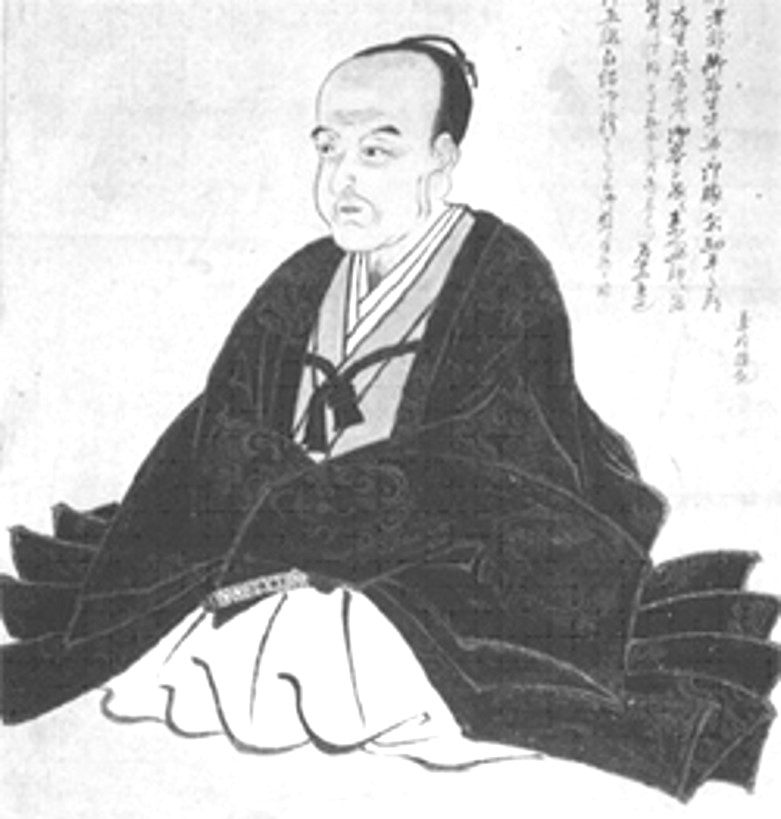
Katori Nahiko

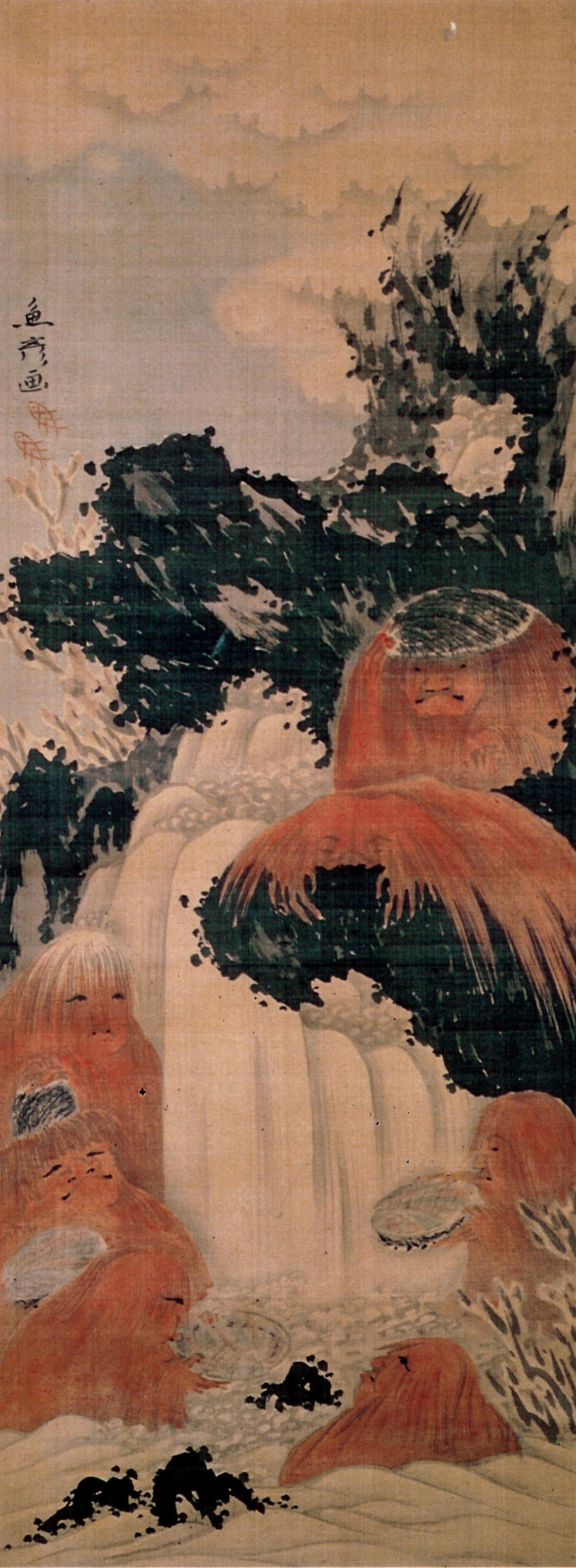
Obstbaum mit Taufliegen

Katori Nahiko (japanisch 楫取 魚彦, Vorname auch Nabiko gelesen; geboren 6. April 1723 in Sawara (Provinz Shimousa); gestorben 5. Mai 1782 in Temmyō (Provinz Shimotsuke)) war ein japanischer Philosoph, Waka-Poet und Maler der mittleren Edo-Zeit.

## Leben und Wirken
Katori Nahiko verlor mit sechs Jahren seinen Vater und wurde von seinem Großvater aufgezogen. Er war bereits als junger Mann als Haiku-Dichter bekannt. Dafür sorgte der Haiku-Dichter und Maler Takebe Ayatari (1719–1774), der ihn die Grundlagen der Malerei und Poesie lehrte. Ab 1760 wurde er von Kamo no Mabuchi (1697–1769) in die Kokugaku-Studien eingeführt und mit der Waka-Dichtung vertraut gemacht.
1765 übergab Katori das Familiengeschäft an seinen Sohn und zog nach Edo, wo er in der Nähe von Kamo no Mabuchi lebte. Er hatte erst spät die Studien aufgenommen, aber er war ein großer Bewunderer von Kamo no Mabuchis Werk. Er zeichnete sich auch durch das Abfassen von Gedichten im Man’yōshū-Stil aus und zählt zu den „Zwölf Großen Schülern“ (県門十二大家, Kemmon jūni Ōya) von Kamo no Mabuchi. Nach dessen Tod folgten viele Mitglieder Katori und der Agatai-Schule (県居派). Katori wurde vom insbesondere vom Fürsten von Nakatsu (中津侯) in der Provinz Buzen hoch geachtet.
Katori verfasste mehrere wissenschaftliche Werke, darunter
- „Kogentei“ (古言梯) – „Leiter zu alten Worten“,
- „Narano-no-tsumate“ (楢の嬬手) – „Eichen-Schere“,
- „Zoku-kanjikō“ (続冠辞考) – „Fortsetzung der Vorwortgedanken“,
- „Kammuriji agata-cho“ (冠辞懸緒) – etwa „Kronenrede“ und
- „Man’yōshū Senka“ (万葉集千歌) – „1000 Gedichte des Man’yōshū“,

sowie Gedichtsammlungen, wie die
- „Katori Nahiko kashū“ (楫取魚彦家集) – „Katori Nahiko, Familiensammlung“,
- „Ōfuna Katori Zasshū“(大船楫取雑集) – „Ōfuna Katori, Vermischtes“ und
- „Katori Nahiko Ikō“ (楫取魚彦遺稿) – „Katori Nahiko, Nachlass“.